# C-13 (Spanje)
De C-13 of Autovía Lleida - Balaguer is een autovía in Catalonië. De snelweg verbindt Lleida met Balaguer over een afstand van 31 kilometer. Het voorlopig laatste deel van de snelweg werd aangelegd in 2014.